# Ракицеле де Жос (Арђеш)
Ракицеле де Жос (рум. Răchițele de Jos) насеље је у Румунији у округу Арђеш у општини Коку. Oпштина се налази на надморској висини од 435 m.

## Становништво
Према подацима из 2002. године у насељу је живело 481 становника, од којих су сви румунске националности.